# 岡山南警察署
岡山南警察署（おかやまみなみけいさつしょ）は、岡山県警察が管轄する警察署の一つ。
県下の警察署の中で、4番目に大きい中規模警察署である。署長は警視。

## 概要
複数副署長制を採用する、全国でも珍しい警察署の一つである。

### 組織
- 署長（警視）
- 副署長（警視）
- 警務課
- 総務会計課
- 地域課
- 刑事第一課・第二課
- 交通第一課・第二課
- 警備課
- 生活安全課
- 留置管理課

### 所在地
- 岡山県岡山市南区泉田五丁目4番6号

### 交通アクセス
- JR岡山駅から南へ約5Km
- JR宇野線（瀬戸大橋線）備前西市駅から南東へ約1.3Km
- 岡電バス泉田西バス停下車、南東へ徒歩5分
- 岡電バス・両備バス泉田口バス停下車、南へ徒歩3分。
- 岡電バス・両備バス芳泉高校入口バス停下車、北へ徒歩3分。

### 管轄区域
- 岡山市南区
- 岡山市北区の一部

## 沿革
- 1971年10月1日 岡山東警察署（現・岡山中央警察署）からその管内であった南東部（奥田・福島・福富派出所と青江・浦安・甲浦・小串駐在所管内）、岡山西警察署からその管内であった南西部（西市派出所管内）、倉敷警察署からその管内であった岡山市のうち福田・妹尾地域・興除地域地区、児島郡藤田村（福田・妹尾東・妹尾西・箕島・東畦・中畦・曽根・藤田東・藤田西駐在所管内）を移管し、面積95平方キロ、人口96300人、26400世帯を管轄する警察署として岡山市三浜町一丁目7番5号に建設された新庁舎で業務開始。
- 1999年2月15日 岡山市三浜町一丁目地内から岡山市泉田地内の地上5階建ての現庁舎へ新築移転。業務開始。
- 2006年4月1日 玉野警察署から岡山市南部の灘崎地域地区を移管[1]。
- 2010年4月1日 岡山市北区西市が岡山西警察署へ、岡山西警察署から岡山市南区新保の一部がそれぞれ管轄変更。

## 交番
- 十日市交番（岡山市北区十日市西町）
  - 岡山市北区のうち青江一丁目 - 五丁目、旭本町、奥田、奥田西町、奥田本町、奥田南町、御舟入町、神田町、岡南町、十日市中町、十日市西町、十日市東町、富田、七日市西町、七日市東町
  - 岡山市南区のうち青江六丁目、豊成一丁目・二丁目
- 福島交番（岡山市南区立川町）
  - 岡山市南区のうちあけぼの町、海岸通、市場、洲崎、立川町、築港栄町、築港新町、築港ひかり町、築港緑町、築港元町、千鳥町、並木町、南輝、平福、福島、福浜西町、福浜町、福吉町、松浜町、三浜町、若葉町
- 福富交番（岡山市南区福富中一丁目）
  - 岡山市南区のうち新福、富浜町、豊成、豊成三丁目、豊浜町、浜野、福田、福富中、福富西、福富東、福成
- 西市交番（岡山市南区西市）
  - 岡山市北区のうち西市
  - 岡山市南区のうち泉田、下中野、新保、当新田、西市、万倍、米倉
- 妹尾交番（岡山市南区妹尾）
  - 岡山市南区のうち妹尾、箕島
- 藤田交番（岡山市南区藤田）
  - 岡山市南区のうち藤田（一部）
- 福田交番（岡山市南区古新田）※2006年4月1日に移転・駐在所から交番に変更
  - 岡山市南区のうち大福、古新田、妹尾崎、山田

## 駐在所
- 浦安駐在所（岡山市南区浦安本町）
  - 岡山市南区のうち浦安西町、浦安本町、浦安南町
- 甲浦駐在所（岡山市南区北浦）
  - 岡山市南区のうち飽浦、北浦、郡、宮浦
- 小串駐在所（岡山市南区小串）
  - 岡山市南区のうち阿津、小串
- 東畦駐在所（岡山市南区東畦）
  - 岡山市南区のうち東畦
- 中畦駐在所（岡山市南区中畦）
  - 岡山市南区のうち内尾、中畦（一部）
- 曽根駐在所（岡山市南区曽根）
  - 岡山市南区のうち曽根、中畦（一部）、西畦、藤田（一部）
- 彦崎駐在所（岡山市南区彦崎）※2006年4月1日に玉野警察署から所属変更
  - 岡山市南区のうち植松、川張、彦崎
- 灘崎駐在所（岡山市南区片岡）※2006年4月1日に玉野警察署から所属変更
  - 岡山市南区のうち奥迫川、片岡、北七区、宗津、西紅陽台、西高崎、西七区、迫川